# Memphis Xplorers
Die Memphis Xplorers waren ein Arena-Football-Team aus Southaven, Mississippi, das in der af2 spielte. Ihre Heimspiele trugen die Xplorers im DeSoto Civic Center aus.

## Geschichte
Die Xplorers wurden 2000 gegründet und nahmen bis zu ihrer Auflösung 2006 in der af2, der Minor League der Arena Football League (AFL), teil. In ihrer Geschichte konnten die Xplorers drei Mal die Playoffs erreichen und gewannen 2005 den ArenaCup, das Finale der af2.

## Saisonen 2001–2006 (af2)
Nachdem man in den ersten drei Jahren die Playoffs teilweise deutlich verpasst hatte, konnte man 2004 mit 10 Siegen und 4 Niederlagen die erste Teilnahme der Vereinsgeschichte realisieren. In der ersten Runde verloren die Xplorers gegen die Florida Firecats knapp mit 33:35 und schieden aus.
Der große Triumph folgte dann im Folgejahr 2005. Im ArenaCup holten die Xplorers mit einem 41:63-Sieg gegen die Louisville Fire den Titel.
Nach einer weiteren Playoffteilnahme 2006, in der man in der zweiten Runde ausschied, wurde bekannt, dass sich der Verein zum Ende der Saison auflösen wird.

## Zuschauerentwicklung
| Jahr | Zuschauerdurchschnitt |
| ---- | --------------------- |
| 2001 | 2.998                 |
| 2002 | 4.236                 |
| 2003 | 3.490                 |
| 2004 | 3.523                 |
| 2005 | 3.191                 |
| 2006 | 2.285                 |

Die meisten Zuschauer kamen mit 6.286 Zuschauern am 24. Juli 2004 gegen die Macon Knights ins Stadion.

## Stadion
Die Xplorers absolvierten ihre Heimspiele im 1998 erbauten DeSoto Civic Center. Das 8.400 Zuschauer fassende Stadion kostete damals rund $35 Millionen.
2012 wurde das Stadion in Landers Center umbenannt, in der heute nur die Mississippi RiverKings, eine Minor League Eishockeymannschaft in der Southern Professional Hockey League (SPHL) spielen.